# Apinagia
Apinagia, rod od tridesetak vrsta vodenih biljaka iz porodice Podostemaceae. Raširene su po Južnoj Americi

## Vrste
1. Apinagia aripecuruensis P.Royen
2. Apinagia arminensis P.Royen
3. Apinagia batrachiifolia (Mildbr.) P.Royen
4. Apinagia brejoagrestinensis A.S.Tav. & Sobral-Leite
5. Apinagia brevicaulis Mildbr.
6. Apinagia crispa P.Royen
7. Apinagia digitata P.Royen
8. Apinagia dissecta (Montagn.) Engl.
9. Apinagia divaricata Tul. & Wedd.
10. Apinagia fimbrifolia P.Royen
11. Apinagia flexuosa (Tul.) P.Royen
12. Apinagia fluitans P.Royen
13. Apinagia fucoides (Mart.) Tul.
14. Apinagia gardneriana Tul.
15. Apinagia glaziovii (Warm.) P.Royen
16. Apinagia goejei Went
17. Apinagia guairaensis Fiebrig
18. Apinagia guyanensis (Pulle) P.Royen
19. Apinagia hulkiana (Went) P.Royen
20. Apinagia itanensis Schnell
21. Apinagia kochii (Engl.) P.Royen
22. Apinagia latifolia (K.I.Goebel) P.Royen
23. Apinagia leptophylla (K.I.Goebel) P.Royen
24. Apinagia longifolia (Tul.) P.Royen
25. Apinagia marowynensis (Went) P.Royen
26. Apinagia membranacea (Bong.) Tul.
27. Apinagia multibranchiata (Matthiesen) P.Royen
28. Apinagia petiolata Hollander
29. Apinagia platystigma P.Royen
30. Apinagia pusilla Tul.
31. Apinagia richardiana (Tul.) P.Royen
32. Apinagia ruppioides (Kunth) Tul.
33. Apinagia spruceana (Wedd.) Engl.
34. Apinagia staheliana (Went) P.Royen
35. Apinagia surumuensis (Engl.) P.Royen
36. Apinagia tenuifolia P.Royen
37. Apinagia treslingiana (Went) P.Royen
38. Apinagia versteegiana (Went) P.Royen